# محبوب (فیلم ۱۹۶۶)
محبوب (به هندی: Pyar Kiye Jaa) یا به عشق ورزیدن ادامه بده (به انگلیسی: Carry on Loving) فیلمی هندی محصول سال ۱۹۶۶ و به کارگردانی سی. وی سریدهار است. در این فیلم بازیگرانی همچون کیشور کومار، شاشی کاپور، محمود علی، کالپانا موهان، راجاسری، ممتاز و اوم پراکاش ایفای نقش کرده‌اند.